# Cascades Helmcken
Les cascades Helmcken són unes cascades de 141 m d'alçada situades al riu Murtle, dins del Parc Provincial Wells Gray de la Colúmbia Britànica, Canadà. La protecció de les cascades de Helmcken va ser un dels motius de la creació del Parc Provincial de Wells Gray el 1939.
Les cascades Helmcken són la quarta caiguda d'aigua més alta del Canadà, mesurada per una caiguda total directa sense pausa. Les cascades més altes del Canadà són les cascades Hunlen (al Parc Provincial Tweedsmuir), les cascades Takakkaw (al Parc Nacional de Yoho), i les cascades Della (al Parc Provincial Strathcona), totes a la Colúmbia Britànica.
Hi ha altres sis cascades al riu Murtle, aigües amunt de les cascades Helmcken. Les altres són The Mushbowl, cascades Dawson, cascades Majerus, cascades Horseshoe, cascades Meadow, i cascades McDougall. Només es pot arribar per carretera a les cascades Helmcken, The Mushbowl i Dawson. Es poden accedir per senders a les cascades Majerus, Horseshoe i McDougall. Les cascades Meadow són molt difícil de veure, tret des de l'aire.

## Descobriment de les cascades
Els agrimensors del Canadian Pacific Railway (Ferrocarril Pacífic Canadenc) a la dècada del 1870 van passar al nord i no van fer cap menció de les cascades. El crèdit dels descobriment de les cascades Helmcken Falls s'atribueix a Robert Henry Lee (1859-1935), agrimensor que treballava per al govern de la Colúmbia Britànica. El 1911, es va adjudicar a Lee un contracte de quatre anys per estudiar terres de les valls del nord de Thompson i Clearwater. Cap al 1913, treballava al sud del riu Murtle, establint lots per a propietaris locals. El 24 de juliol de 1913, va caminar cap a l'oest pel riu Murtle des del seu remot campament i va arribar a la part superior de les cascades. Va quedar tan impressionat que va escriure una carta a Sir Richard McBride, primer ministre de la Colúmbia Britànica, sol·licitant que les cascades s'anomenessin «McBride Falls». Tres setmanes després, Lee va rebre una resposta del Premier que deia que la cascada s'anomenaria «Helmcken Falls». Aquest nom va homenatjar a John Sebastian Helmcken, un metge de la Companyia de la Badia de Hudson que va arribar a Victòria el 1850. Va ajudar a la Colúmbia Britànica incorporar-se a la Confederació Canadenca el 1871. El doctor Helmcken va morir el 1920 als 95 anys, però mai va veure les cascades personalment.

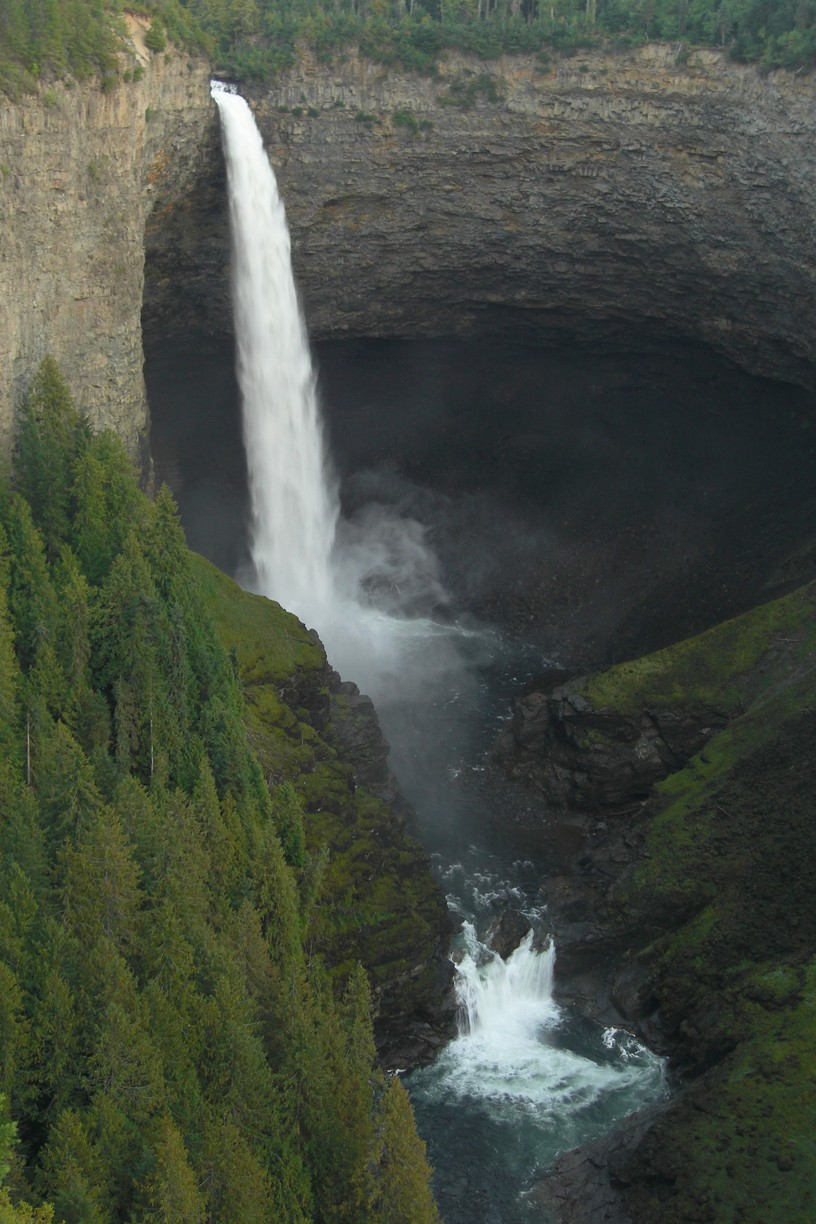
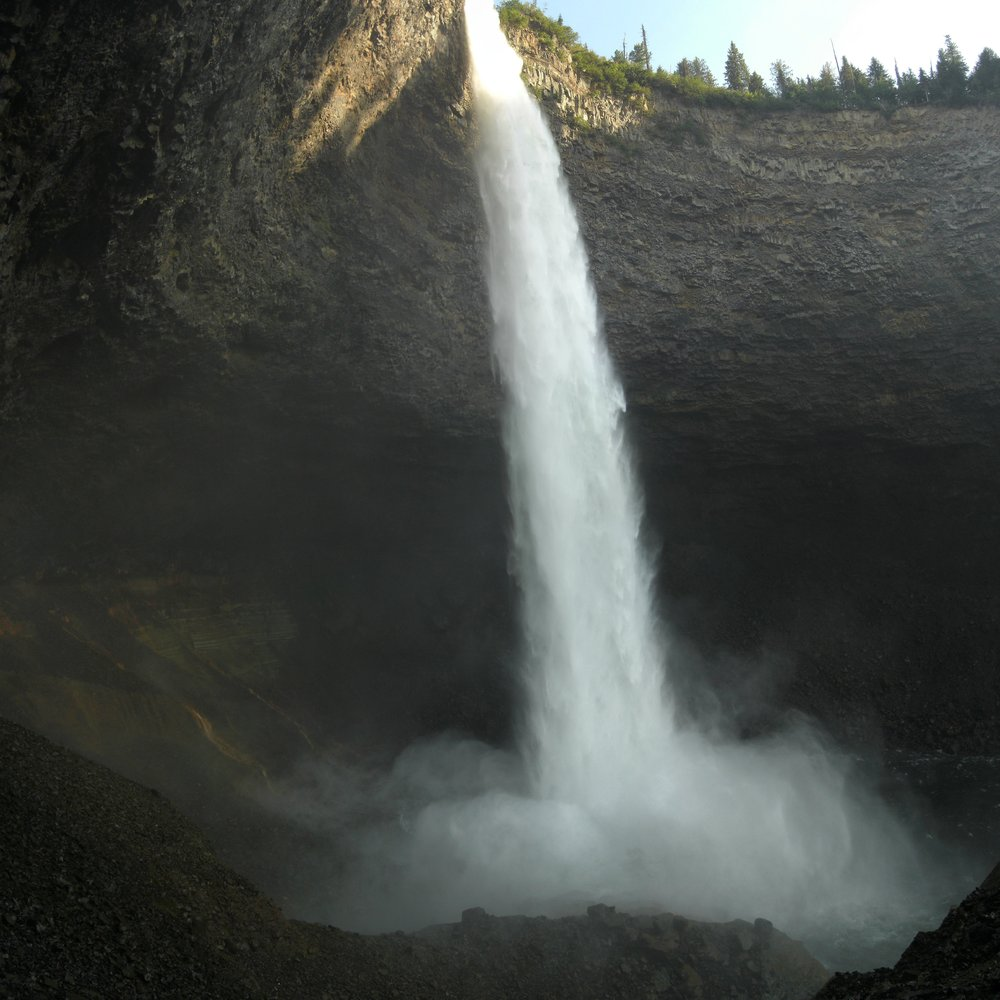
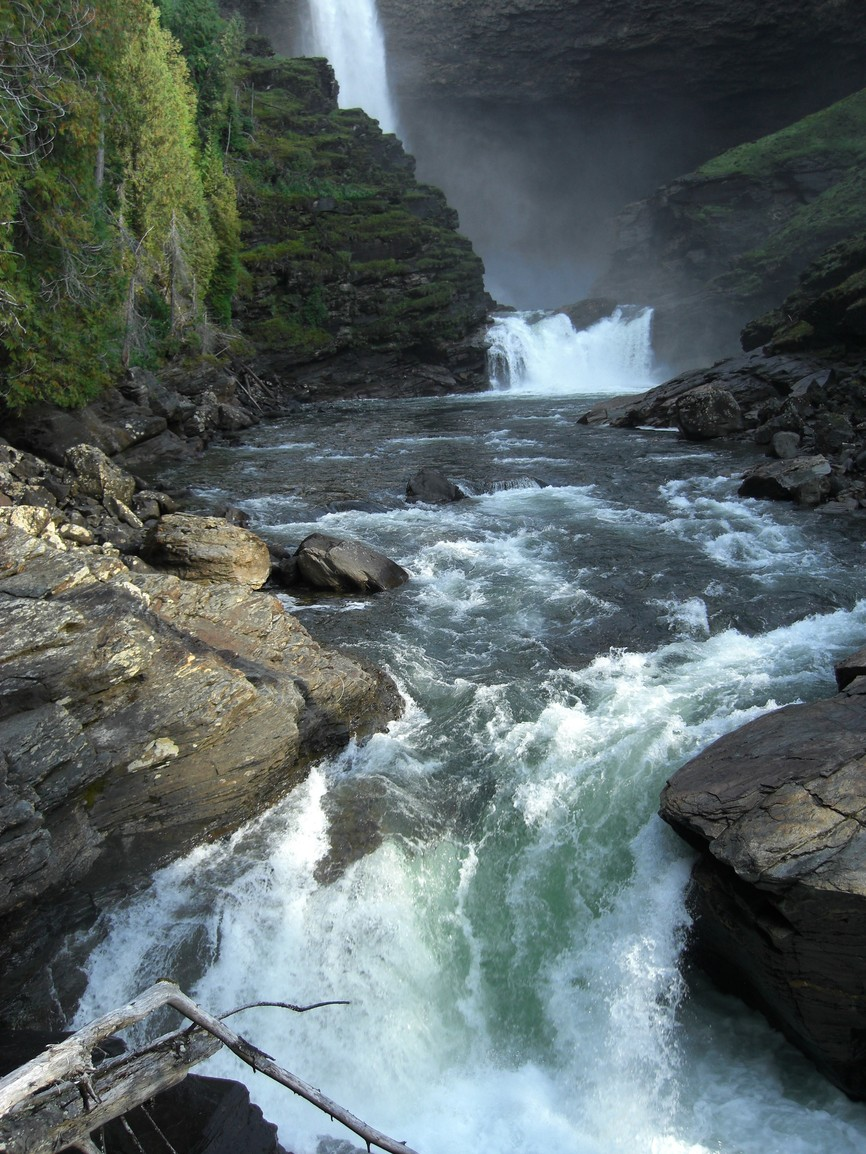

## Accès i rutes
Un curt camí lateral asfaltat de la carretera principal del parc de Wells Gray porta cap a les cascades Helmcken. Una plataforma a la vora del canó proporciona una vista panoràmica de les caigudes d'aigua i del canó.
- Brink Trail: un sender de 4 km de longitud s'inicia prop de les cascades Dawson i segueix per la riba sud del riu Murtle fins a la vora de les cascades Helmcken. Aquesta caminada dura aproximadament 1 hora i quart (anada). Al final d'aquest sender no hi ha tanques, per tant, és important tenir precaució, especialment amb nens i animals de companyia.
- Helmcken Canyon: un passeig cap a l'oest de 30 minuts des del mirador principal segueix la vora del canó de Helmcken fins a l'aiguabarreig dels rius Murtle i Clearwater, a uns 250 m riu avall.
- Gattling Gorge trail: el congost de Gattling és el punt més estret del riu Clearwater, d'uns 20 m d'ample. Es troba al capdavant del canó de Helmcken, riu amunt de la confluència amb el riu Murtle. Un sender des del mirador principal de les cascades Helmcken accedeix a aquest congost, però hi ha poca senyalització. Aquesta caminada dura aproximadament 1 hora i mitja (anada).

## Vistes durant l'hivern
La majoria de turistes veuen les cascades Helmcken a l'estiu. Val la pena una visita a l'hivern, ja que el con de gel a la base sovint creix fins als 50 m d'alçada i, de vegades, és més elevat en hiverns nevats molt freds. De vegades s'ha vist arribar a la meitat de les cascades. El millor moment per veure el con de gel és des de finals de gener fins a finals de febrer. El con es fon cap a l'interior en algun moment durant el març i algunes restes encara són visibles al juny.

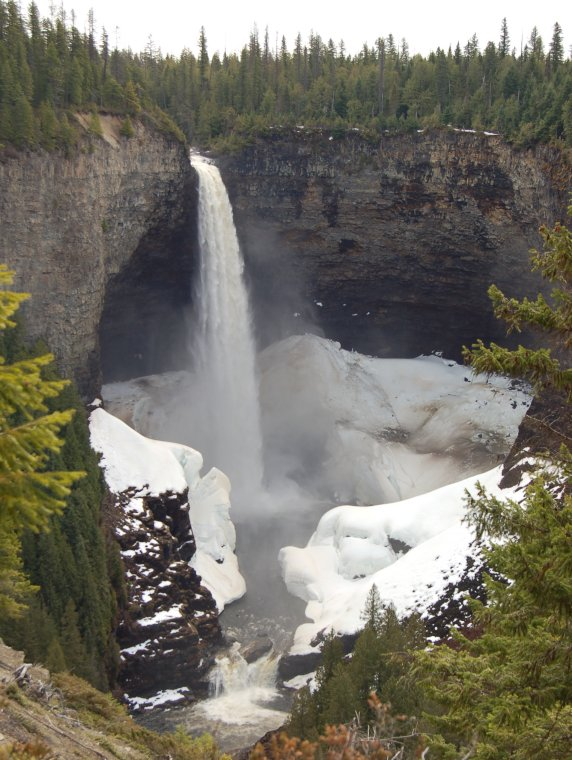
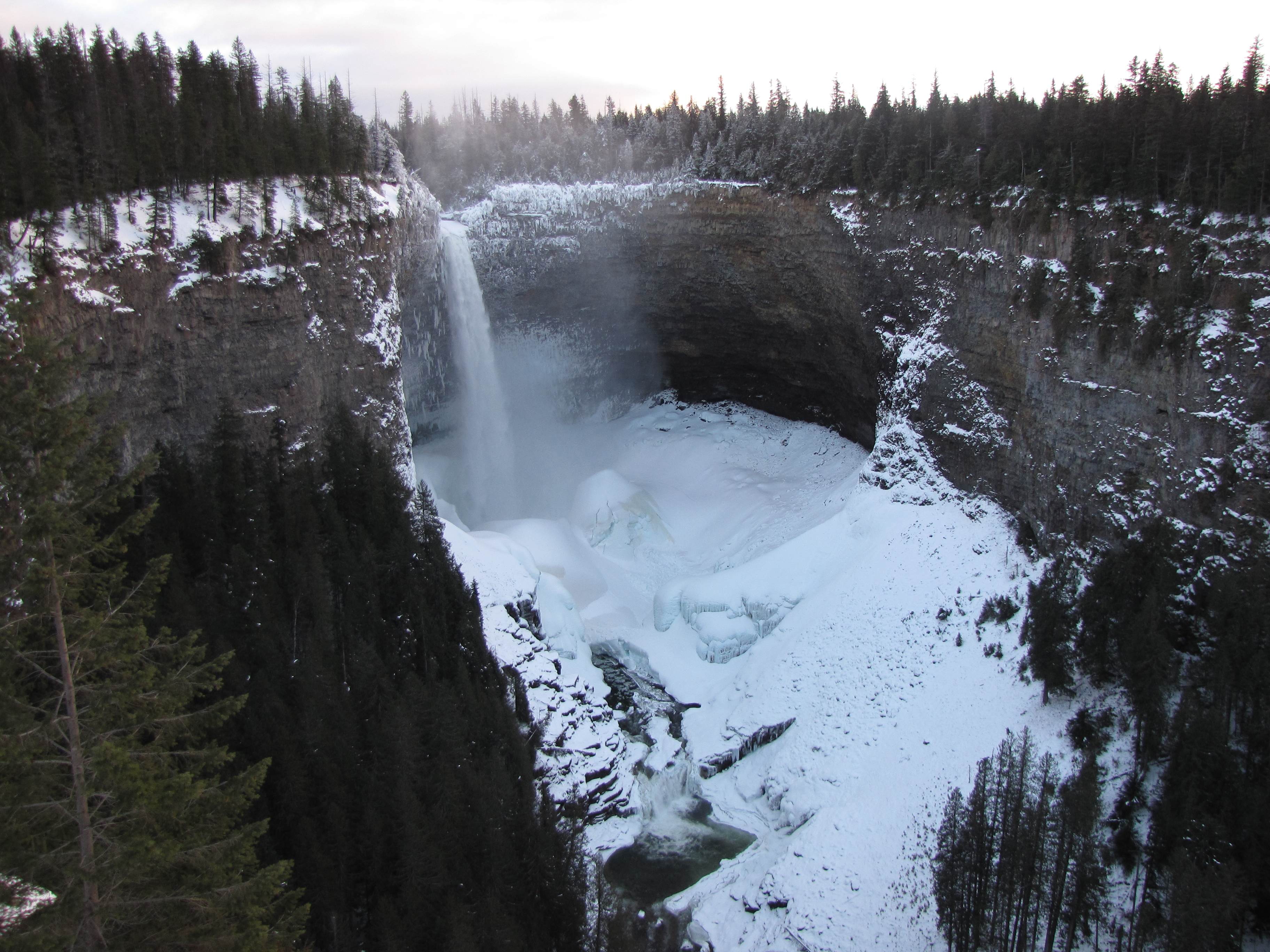
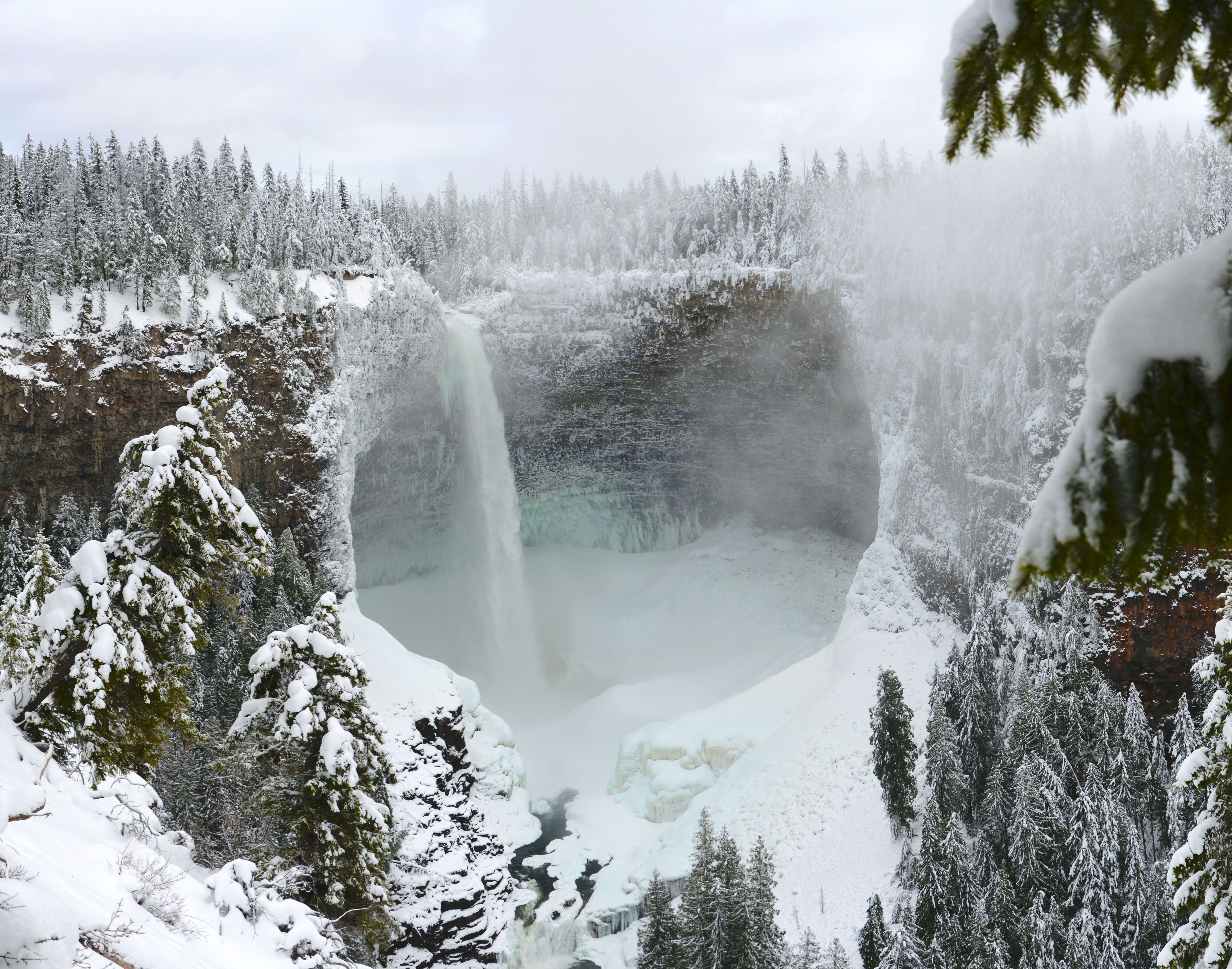

La carretera està sense gel i amb sorra a l'hivern, i els voluntaris mantenen els senders. Els pneumàtics d'hivern són essencials i es recomana cadenes de neu com a precaució de seguretat. Una xarxa de pistes d'esquí de fons comença a prop de les cascades Dawson, però des de l'hivern 2011-2012 no s'efectua manteniment.

## Formació de les cascades
Les cascades Helmcken cauen sobre el cingle de l'oest de l'altiplà Murtle. Aquest enorme dipòsit de lava al camp volcànic de Wells Grey-Clearwater va esclatar per les fissures properes fa uns 200.000 anys, i va omplir l'ampla vall del riu Clearwater. Capa sobre capa de lava fresca va crear l'altiplà i les enormes inundacions van erosionar la lava al final de l'última glaciació, fa uns 10.000 anys. Aquestes inundacions van crear el canó de Helmcken per sota de les cascades.